# 普通鳴冠雉
普通鳴冠雉（学名：Pipile pipile），又名鳴官鳥、鳴冠雉，是一種鳳冠雉。

## 特徵
普通鳴冠雉主要是黑色，有紫色光澤。牠們的冠大而呈黑色，邊緣白色。雙翼上有大片白色。面部沒有羽毛，垂肉藍色，腳紅色。

## 行為
普通鳴冠雉只分佈在千里達，已接近滅絕的邊緣。牠們是大型的鳥類，長60厘米，外觀像火雞，頸幼頭細。牠們棲息在森林中，在樹上築巢。牠們每次會生3隻蛋，蛋大而呈白色，只由雌雞負責孵化。牠們主要吃果實及草莓。
普通鳴冠雉的叫聲像尖笛聲。

## 分類

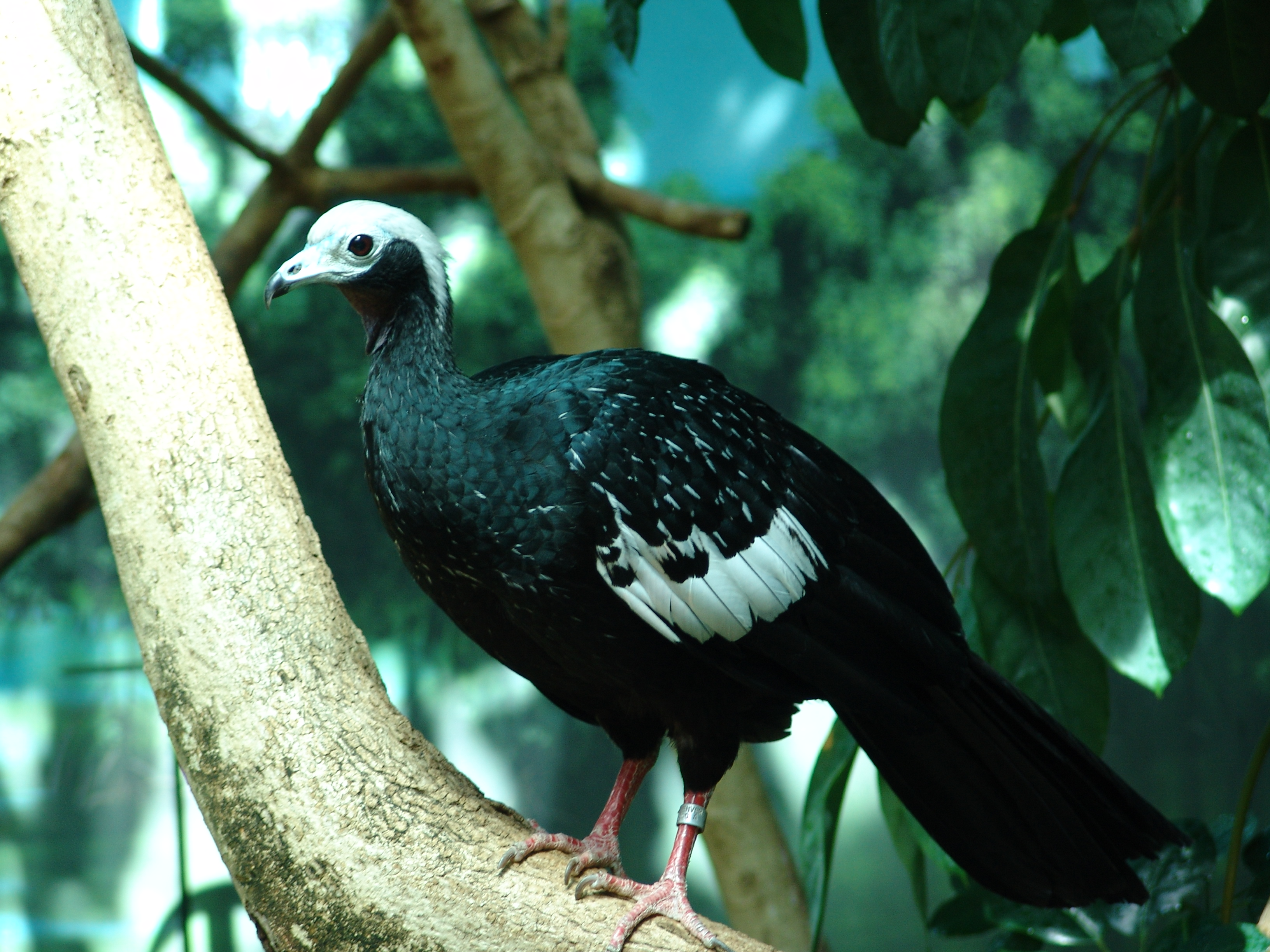
普通鳴冠雉

普通鳴冠雉以往是包含所有鳴冠雉的亞種。但經過粒線體DNA、骨學及生物地理學的分析確定了這些亞種其實是獨立物種，加上肉垂冠雉較為接近黑額鳴冠雉，故建議合併這兩個屬。
另外，藍喉鳴冠雉是普通鳴冠雉的最近親，約於40萬年前，或更早的160萬年前分支開來。由於千里達是自第四紀冰期才成為一個島嶼，故此估計普通鳴冠雉是在南美洲大陸上演化，並於較近期才被帶到千里達。一般認為普通鳴冠雉的完模標本並非在委內瑞拉近庫馬納的奧里諾科河發現的，但是這個位置相對千里達，令這個說法變得可能正確，而普通鳴冠雉可能是約於1800年才在委內瑞拉消失。

## 外部連結
- BirdLife Species Factsheet. （页面存档备份，存于）
- ARKive